# Thomas Dekker (cykelrytter)
 For alternative betydninger, se Thomas Dekker. (Se også artikler, som begynder med Thomas Dekker)
Thomas Dekker (født 6. september 1984 i Amsterdam) er en hollandsk tidligere cykelrytter. Han har været professionel siden 2005. Han startede på Rabobanks talent hold i 2003 til 2004 og kørte som stagiaire på Rabobank i 2005. Hans stærkeste side som rytter er enkeltstartsetaper, men han var også en stærk bjergrytter.

## Karriere
I starten af hans karriere vandt han to ProTour-løb. I 2006 vandt Dekker etapeløbet Tirreno-Adriatico som den tredje hollænder i historien efter Joop Zoetemelk (1985) og Erik Dekker (2002). I 2007 vandt Dekker Romandiet Rundt, et etapeløb med to enkeltstartsetaper og flere vanskelige bjergetaper i Alperne og Jurabjergene. Desuden havde han sin Tour de France-debut, hvor han endte på 35. pladsen – halvanden time efter årets vinder Alberto Contador.

### Doping
Det blev ved et pressemøde hos Silence-Lotto d. 1. juli 2009 offentliggjort, at Thomas Dekker var blevet testet positiv for brug af EPO d. 24. december 2007, mens han kørte hos Rabobank.

## Sejre
2004
- Hollandsk mester i enkeltstart
- GP Eddy Merckx – sejr

2005
- Hollandsk mester i enkeltstart

2006
- Tirreno-Adriatico – sammenlagtsejr

2007
- Vuelta a Mallorca – sammenlagtsejr
- Romandiet Rundt – sammenlagtsejr

## Fodnoter
1. ↑  velonews.com: Dekker positive for EPO (engelsk)